# Ousmane Dabo
Ousmane Dabo (n. el 8 de febrero de 1977 en Laval, Mayenne) es un centrocampista francés de fútbol que actualmente juega para el New England Revolution de la MLS.
Su hermano menor, Moussa, se encuentra actualmente sin club y también juega como centrocampista.

## Biografía

### Inicios
En 1998 él y el equipo de mate-Mikael Silvestre fueron firmados por el Inter de Milán [1]. Dabo no era un jugador de primer equipo de Inter, y unos meses más tarde, fue prestado a Vicenza, donde hizo 13 apariciones en la Serie A. Dabo pasó la siguiente temporada en el Parma en virtud de Arrigo Sacchi, dieciséis de las apariencias. En junio de 2000 cambió los clubes de nuevo, volver a la liga francesa con el Mónaco en un intercambio de tratar la participación de Sabri Lamouchi. [2] Seis meses más tarde regresó a Vicenza en préstamo, [3] y en el cierre hizo una temporada permanente de pasar a Atalanta. En el club de Bérgamo ordinario que hubiera obtenido el primer equipo de fútbol, y en 2003 ganó una convocatoria de Francia para el equipo nacional de la Copa FIFA Confederaciones, Dabo, que describió como "una sorpresa". [4] En el verano de 2003 se sumaron a Lazio Dabo, donde se convirtió en un importante y popular de la Lazio mediocampo organizado debido a su estilo de juego [5].

### Manchester City
Después de intereses de una variedad de clubes de la Premier League en 2006, se unió a Dabo Manch.City en una transferencia Bosman, la firma de un contrato de tres años [6]. Dabo citó una impresión positiva del club resultante de un partido amistoso entre el Manchester City y en la Lazio Estadio Ciudad de Mánchester como uno de sus principales razones para unirse a Manchester City. [7] Su debut para el club se produjo en el partido inaugural de la temporada, una derrota 3-0 a la Premier League Chelsea. [8] En su tercera aparición Ciudad recibió una tarjeta roja por una antena con el desafío de la lectura de Steve Sidwell, y fue suspendido por tres partidos. [9] Sin embargo, una lesión del ligamento de rodilla sostenida en la formación dio lugar a una falta mucho más tiempo, [10] y no hacer otra apariencia hasta mediados de diciembre. A continuación, tuvo un plazo de trece apariciones, pero fue dejada de lado por lesiones. A su regreso a la aptitud luchó para recuperar su lugar en el equipo, haciendo sólo un aspecto más en la temporada 2006-07.
El 1 de mayo de 2007, fue asaltado por Dabo su compañero Joey Barton en la Ciudad de entrenamiento. Dabo dijo que había sido golpeado varias veces, y tuvo que ir al hospital tras sufrir lesiones en la cabeza durante el incidente, incluyendo un supuesto desprendimiento de retina [11]. Dabo pidió que la policía presentar cargos contra Barton, [12] y como resultado de ello, el 16 de mayo de 2007, Barton fue arrestado e interrogado por la Policía de Gran Mánchester. Barton se declaró culpable de asalto el [13].

### Regreso a la Lazio
Fue puesto en la lista de transferencias por Sven-Göran Eriksson, junto con el equipo de Danny Mills y Paul Dickov. Mills y Dickov tanto terminó de salir de los préstamos, pero Dabo se mantuvo en el club. Después de tan sólo la reproducción de la Copa de la Liga en juego 29 de agosto de 2007, que finalmente firmó para volver a la SS Lazio, el 30 de enero de 2008. Firmó un contrato hasta el 30 de junio de 2010. El 13 de mayo de 2009, anotó la pena de ganar en una pena tirar a dar un 6o-5o Lazio después de ganar un 1ra-1.ª dibujar, sobre Sampdoria en la final de Copa de Italia 2009. [14]

## Clubes
| Club                   | País           | Años        |
| ---------------------- | -------------- | ----------- |
| Stade Rennes           | Francia        | 1995 - 1998 |
| FC Internazionale      | Italia         | 1998 - 1999 |
| Vicenza Calcio         | Italia         | 1999        |
| Parma FC               | Italia         | 1999 - 2000 |
| AS Monaco              | Mónaco         | 2000 - 2001 |
| Vicenza Calcio         | Italia         | 2001        |
| Atalanta BC            | Italia         | 2001 - 2003 |
| SS Lazio               | Italia         | 2003 - 2006 |
| Manchester City        | Inglaterra     | 2006 - 2008 |
| SS Lazio               | Italia         | 2008 - 2011 |
| New England Revolution | Estados Unidos | 2011 -      |

## Palmarés
SS Lazio
- Copa de Italia: 2004, 2009
- Supercopa de Italia: 2009

- Datos: Q381672
- Multimedia: Ousmane Dabo / Q381672